# Stapfia
Stapfia – cykliczna publikacja naukowa wydawana przez Botanische Arbeitsgemeinschaft Krajowego Muzeum Górnej Austrii w Linzu. Wychodzi od 1977 r. Zawiera obszerne monografie, katalogi wystaw Centrum Biologii lub wystąpienia na sympozjach. Tematyka obejmuje botanikę, mykologię i zoologię, około jednej czwartej prac dotyczy tematyki zoologicznej. Artykuły dostępne są w internecie, możliwe jest też zamówienie drukowanych prac.
Seria „Stapfia” została nazwana na cześć austriackiego botanika Ottona Stapfa, docenta Uniwersytetu Wiedeńskiego, później kierownika zielnika w Kew. W internecie dostępny jest wykaz tomów, ich zawartość i artykuły serii.
ISSN: 0252-192X 